# Georges Moreau de Tours
Georges de Tours (Ivry-sur-Seine, 4 aprile 1848 – Bois-le-Roi, 12 gennaio 1901) è stato un pittore francese.

## Biografia
Figlio dello psichiatra Jacques-Joseph Moreau e di Thérèse Antoinette Lepère, e fratello dello psichiatra criminologo Paul Moreau de Tours, Georges decise di non seguire le orme del padre e del fratello, dedicandosi invece all'arte. Nel 1865, infatti, si iscrisse alla École des beaux-arts di Parigi, dove fu allievo di Alexandre Cabanel.

Sposò, in seguito, Thérèse de Champ Renaud, una delle sue allieve; la coppia ebbe un figlio, René Moreau de Tours, e abitò al 51 di rue Claude-Bernard a Parigi.

Nel 1892 fu decorato con la Légion d'honneur. 
Moreau si spense all'età di 52 anni a Bois-le-Roi, dove fu sepolto e dove una strada porta ancor oggi il suo nome.

## Opere principali
- Lazare Carnot à la bataille de Wattignies (N.D.) - (Lazzaro Carnot alla battaglia di Wattignies)
- Un Egyptologue (N.D.) - (Un egittologo), Museo di Belle arti di Tours
- Une stigmatisée au Moyen Âge (N.D.) - (Una stimmatizzata nel Medioevo), Museo di Belle arti di Nantes
- Latour d'Auvergne mort au champ d'honneur (1880) - (Latour d'Auvergne morto sul campo dell'onore)[1]
- Cigale ou la Mandolinata (1886) - (Cicala o La mandolinata), Museo de l'Échevinage de Saintes
- Les Morphinées (1891) - (Le morfinomani)
- La Mort de Pichegru (1891) - (Morte di Pichegru)
- Douleur (1891) - (Il dolore), Museo d'arte e storia di Saint-Brieuc
- La mort du polytechnicien Vaneau, 29 juillet 1830 (1891)[2], "École polytechnique de France"
- Jeune mère (1893) - (Giovane madre)

## Salon
- 1875: Cléopâtre
- 1876: Didon
- 1878: Pélias tué par ses filles, menzione d'onore
- 1879: Blanche de Castille, Une Extatique au XVIII siècle
- 1880: La Tour d'Auvergne, premier grenadier de France, mort au champ d'honneur

## Galleria d'immagini

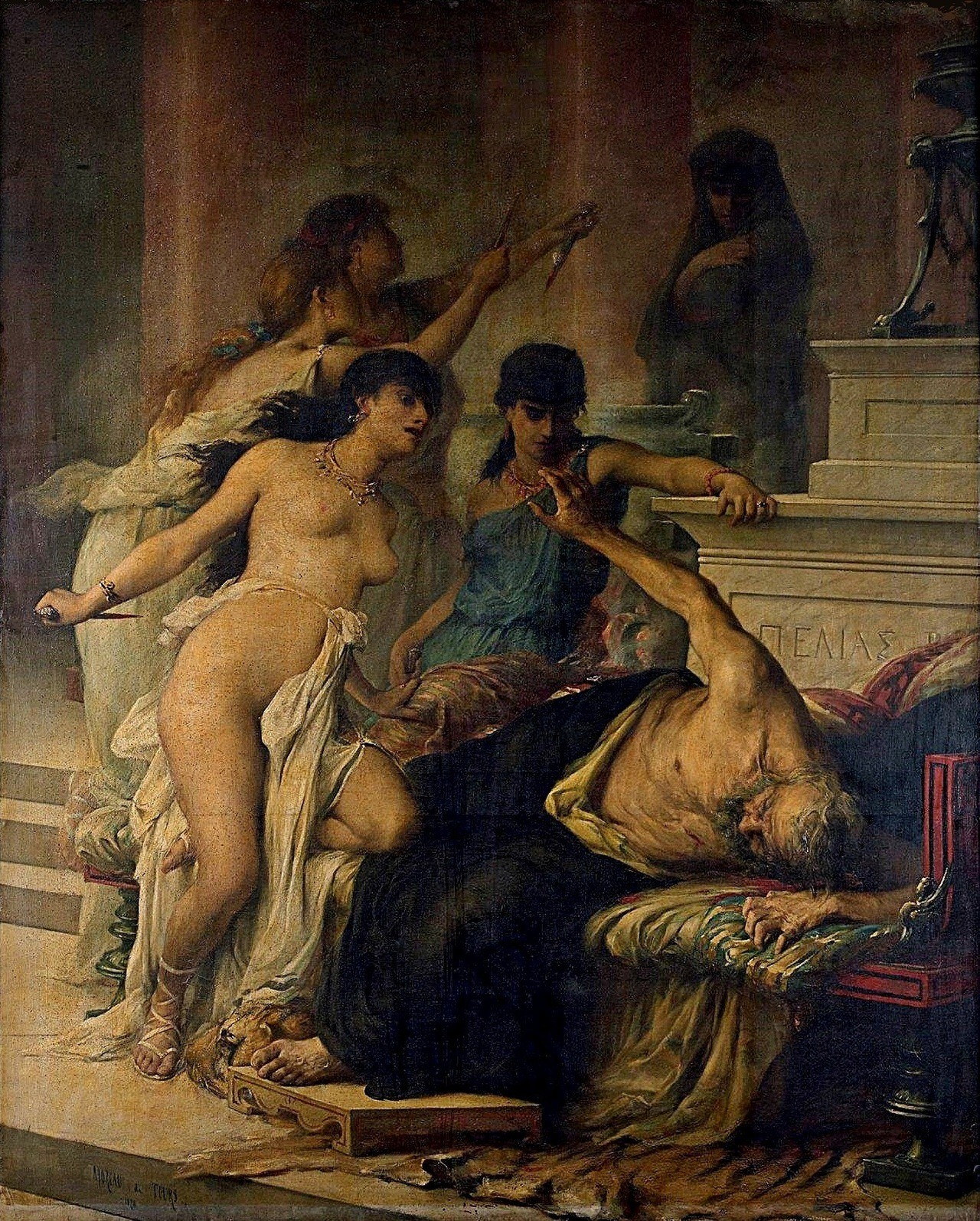
Pelia assassinato dalle sue figlie
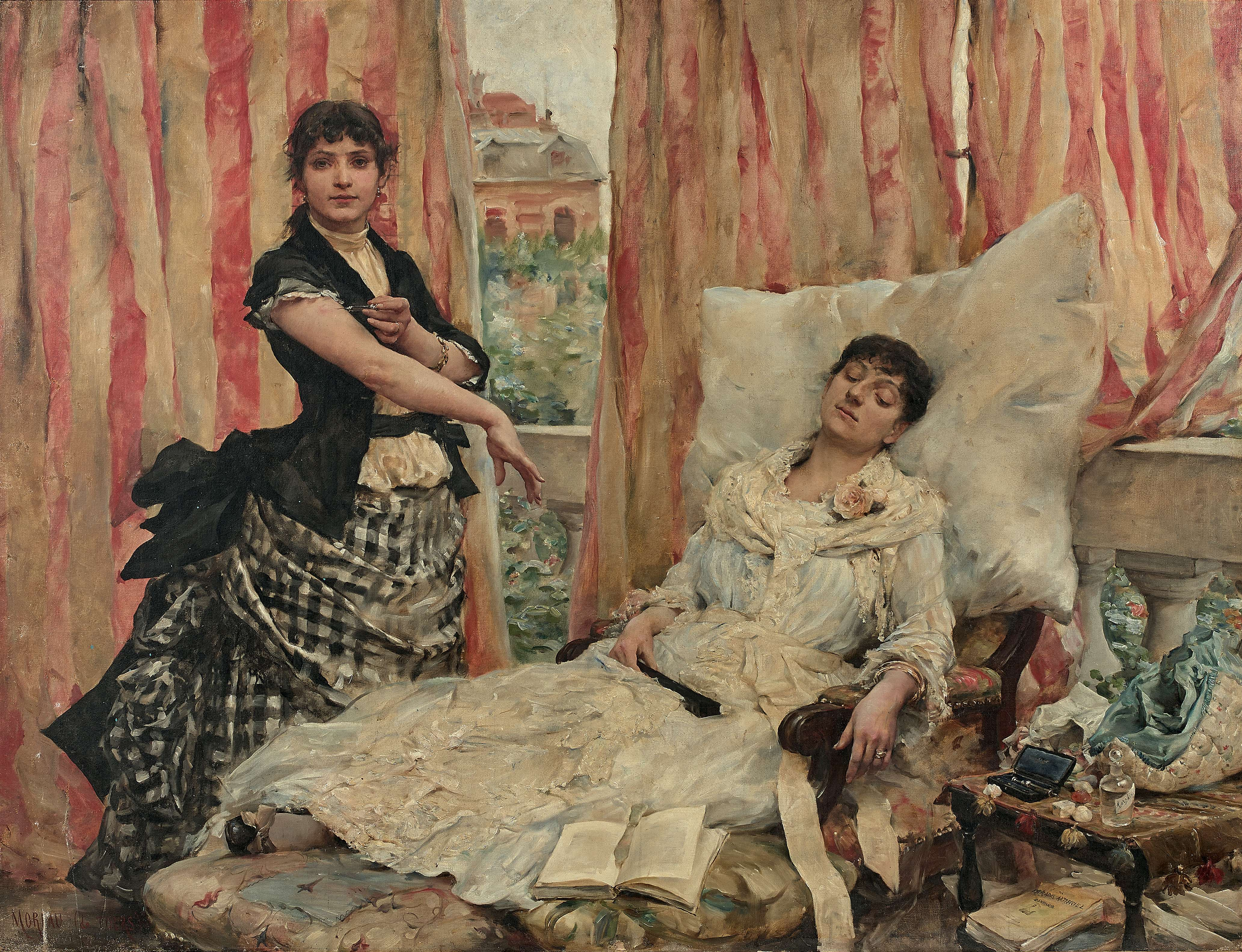
Le morfinomani
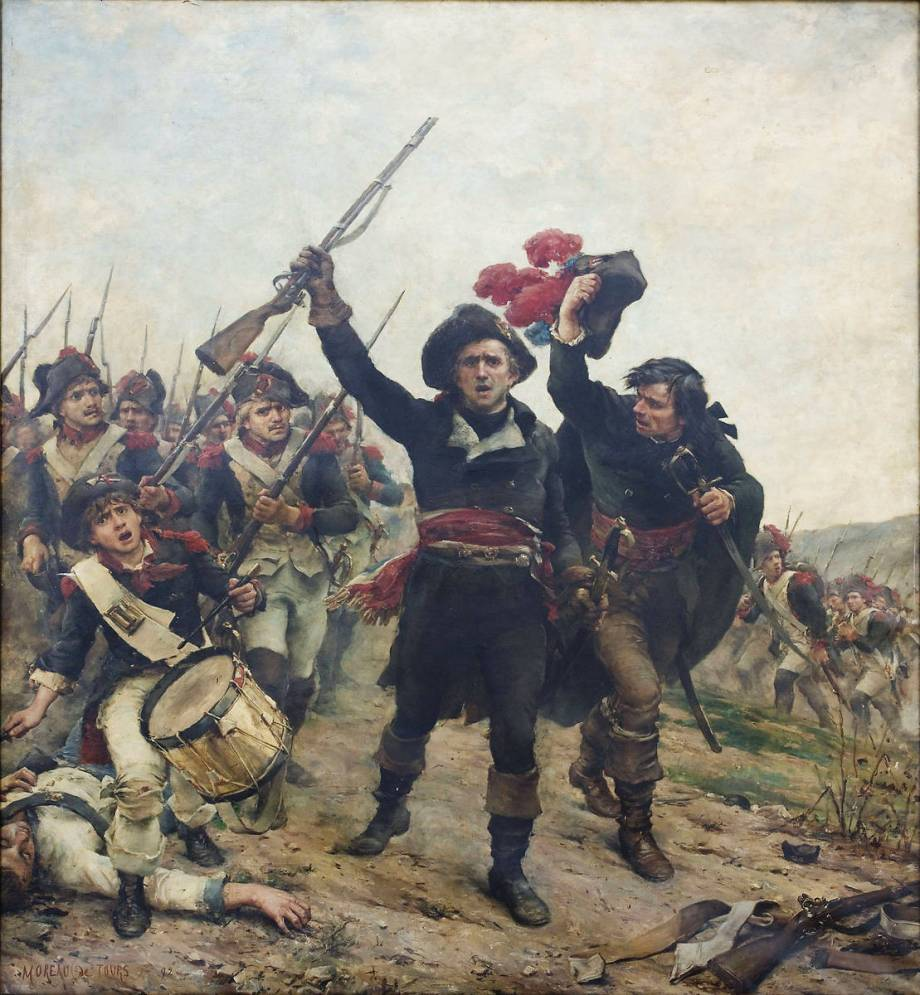
Lazzaro Carnot alla battaglia di Wattignies
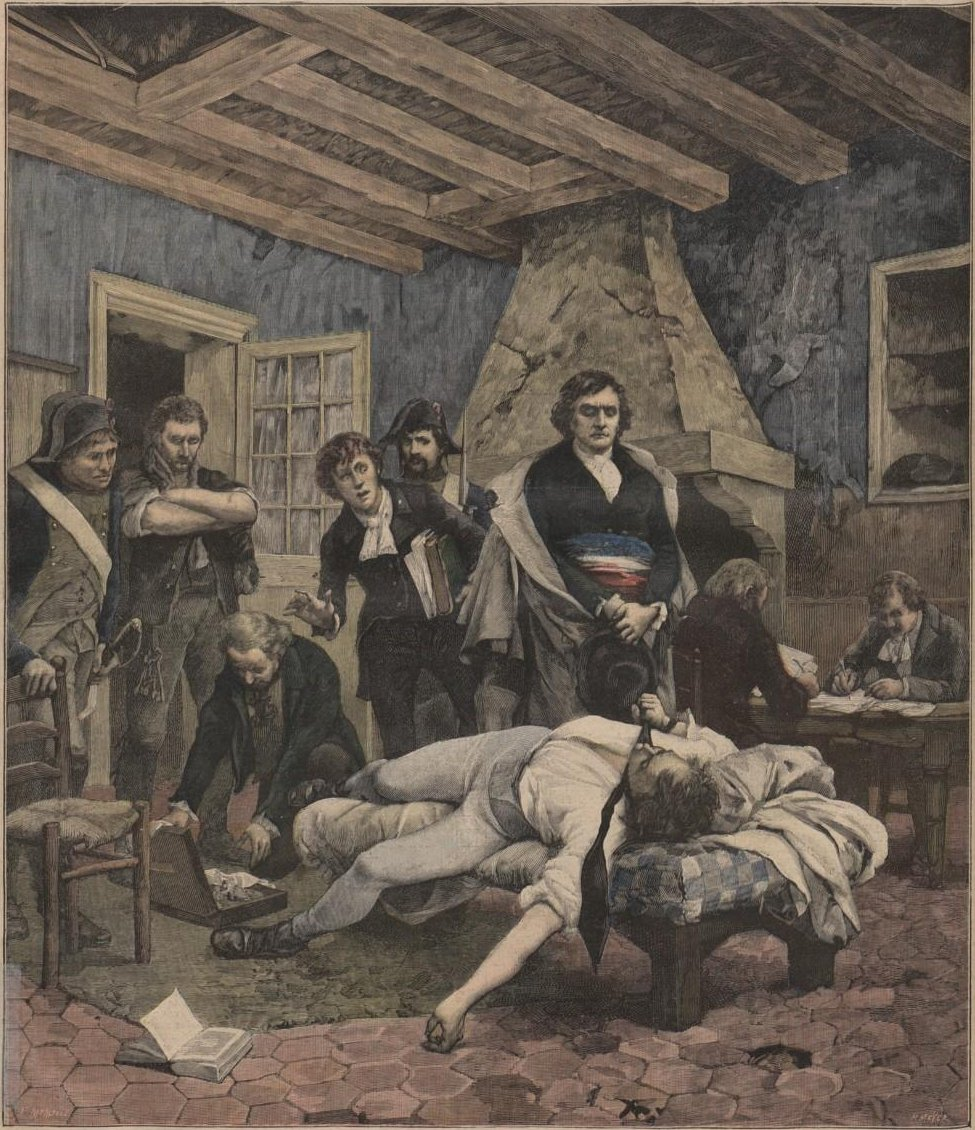
Morte di Pichegru
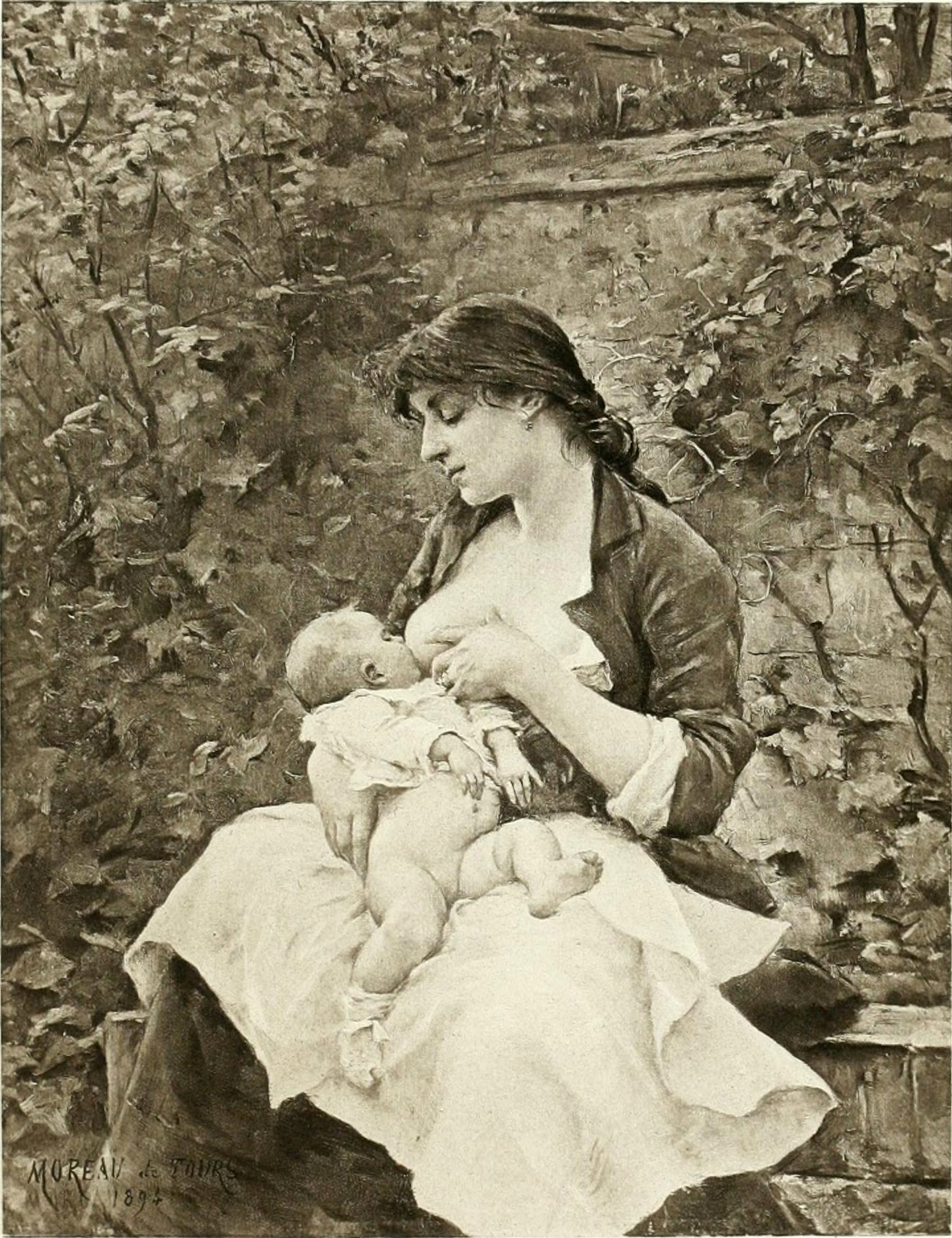
Giovane madre

## Allievi
Elenco parziale.
- Thérèse de Champ-Renaud, (1861-1921)[3]

## Iconografia
- Pierre Petit (fotografo), Portrait de Georges Moreau de Tours[4]